# Пилипенко, Светлана Васильевна
Светлана Васильевна Пилипенко (укр. Світлана Василівна Пилипенко, род. 14 августа 1983, Киев) — украинская фигуристка, выступавшая в одиночном катании, и российский тренер.

## Биография
Светлана Пилипенко родилась 14 августа 1983 года в Киеве.
В 1987 году начала заниматься фигурным катанием в киевском клубе «Украина». Тренировалась под началом Галины Кухар и Ады Миневич, хореографа Яны Стасиневич.
Трижды становилась призёром юниорских Гран-при: в сезоне-1999/2000 стала третьей на Гран-при Хорватии, в сезоне-2000/01 — второй на Гран-при Украины, в сезоне-2001/02 — второй на Гран-при Польши.
В сезоне-1999/2000 стала чемпионкой Украины среди юниорок. В сезоне-1997/98 впервые участвовала во взрослом чемпионате страны, где заняла 4-е место. Впоследствии трижды была призёром чемпионата Украины — на счету Пилипенко серебро в сезоне-2000/01, бронза в сезонах 2001/02 и 2002/03.
В 2002 году участвовала в чемпионате Европы в Лозанне, где заняла 20-е место.
В 2003 году завершила выступления.
В 2005 году окончила Национальный университет физического воспитания и спорта в Киеве по специальностям «тренер по фигурному катанию» и «преподаватель физического воспитания».
В течение 11 лет гастролировала с ледовым шоу-балетом. В 2014 году стала работать тренером в Сочи. Работает в Москве тренером в центре фигурного катания Татьяны Волосожар.